# Fractie Tonnaer
Fractie Tonnaer is een lokale politieke partij in de gemeente Hoorn. De partij ontstond 31 januari 2008 nadat gemeenteraadslid Roger Tonnaer zich had afgesplitst van de PvdA. De partij-fractie noemt zichzelf 'niet links of rechts, maar Hoorns.'

## Geschiedenis
De partij-fractie ontstond januari 2008 nadat Roger Tonnaer zich had afgesplitst van de PvdA Hoorn. In hetzelfde jaar wordt gemeenteraadslid Levent Helelespe ook lid van Fractie Tonnaer.
Klaas van Kalken, Piet Brandsen en Roger Tonnaer richten september 2009 formeel op de Vereniging Sociaal Liberaal Democraten Hoorn (publieksnaam Fractie Tonnaer).  
Tijdens gemeenteraadsverkiezingen in maart 2010 behaalde Fractie Tonnaer meteen vijf raadszetels. Lijsttrekker Roger Tonnaer werd wethouder. Februari 2012 verlaten vier van de vijf raadsleden de fractie. Roger Tonnaer neemt ontslag als wethouder.
Gemeenteraadslid Simon Broersma wordt augustus 2017 lid van Fractie Tonnaer.
Tijdens de gemeenteraadsverkiezingen in maart 2018 behaalde Fractie Tonnaer vier raadszetels. Simon Broersma werd van 2018  wethouder namens de fractie. De raadsleden werden: Onno Egtberts, Levent Helelespe, Marieke Rijk en Roger Tonnaer als fractievoorzitter.
In Oktober 2018 besluiten Fractie Tonnaer en de raadsleden Nico Oudheusden en Conny Ligthert van de Hoornse Senioren Partij te fuseren. Door deze fusie werd Fractie Tonnaer met zes raadsleden de grootste fractie.  
Fractie Tonnaer wordt bij de verkiezingen maart 2022 met vijf gemeenteraadszetels opnieuw de grootste fractie. Toch wordt de fractie geen deelnemer aan de nieuwe coalitie en van het college van B&W.
Vanaf september 2024 is Marieke Rijk fractievoorzitter van Fractie Tonnaer.

## Fractieleden
De partij heeft vier raadsleden in de Hoornse gemeenteraad.
- Marieke Rijk (Fractievoorzitter)
- Roger Tonnaer
- Norbert de Vries
- Patrick Hoefman